# 横浜環状鉄道
横浜環状鉄道（よこはまかんじょうてつどう）は、鶴見駅から日吉駅・中山駅・二俣川駅・東戸塚駅・上大岡駅を経由し根岸駅に至る環状鉄道路線の計画の名称。神奈川県横浜市の地域拠点を環状に結ぶことで都市機能の充実を図り、また既存路線と横浜駅に集中する鉄道の混雑緩和を意図したものである。計画路線は横浜市内で完結しており、横浜市営地下鉄ブルーライン片倉町駅からおおむね半径8 km以内に収まっている。

## 概要
本計画は、横浜市の戦後復興策として立法化された横浜国際港都建設法に基づき、横浜市が1957年（昭和32年）に発表した「横浜国際港都建設総合基幹計画」における「交通網整備拡充計画」に端を発する。
当時の構想では東日本旅客鉄道（JR東日本）京浜東北線を取り込み、国鉄鶴見駅 - 東急東横線綱島駅 - 国鉄中山駅 - 相鉄本線二俣川駅 - 京急本線上大岡駅（ここまで地上区間）- 弘明寺駅 - 吉野町 - 南仲通 - 国鉄桜木町駅 - 平沼 - 国鉄横浜駅（ここまでの市街地は地下区間）の、41.37kmの循環線であった。ただしこの計画は、横浜市営地下鉄として計画の拡大・縮小を経て、最終的にコの字を描く横浜市営地下鉄ブルーラインという形になったため、環状鉄道は実現しなかった。
横浜市で再び環状鉄道の計画が注目されるようになったのは、1985年（昭和60年）の運輸政策審議会答申第7号がきっかけである。ここで横浜環状鉄道という名称が登場し、国鉄根岸駅 - 京急本線上大岡駅 - 国鉄東戸塚駅 - 相鉄本線鶴ヶ峰駅という経路の環状線が提案された。
同年、横浜市は25年後の2010年を目標とした総合計画「ゆめはま2010プラン」を策定し、その中の交通ネットワーク整備計画「快・速・安・信ネットワークプラン」で、最寄り駅まで15分、駅から横浜市中心部・新横浜駅まで30分の交通体系の整備が定められた。これにより横浜市の副都心・地域拠点を環状に結ぶ3環状（都市計画道路環状2号線・環状3号線・環状4号線）10放射の道路整備計画とともに、みなとみらい21線（現：横浜高速鉄道みなとみらい線）・神奈川東部方面線（現：相鉄新横浜線、相鉄線直通列車（JR東日本）、東急新横浜線）などに加え、横浜環状鉄道（シティループ）の整備も計画に盛り込まれた。この横浜市の計画では横浜環状鉄道は、鶴見駅 - 日吉駅 - 港北ニュータウン - 中山駅 - 二俣川駅・鶴ヶ峰駅 - 東戸塚駅 - 上大岡駅 - 根岸駅 - 元町付近の経路が提案された。またこれとは別に、長津田駅から瀬谷駅付近・立場駅付近を通りドリームランド駅でドリーム開発ドリームランド線（1967年休止、2003年廃止）と接続する、郊外部連絡線（シャトルライン）も計画されていた。

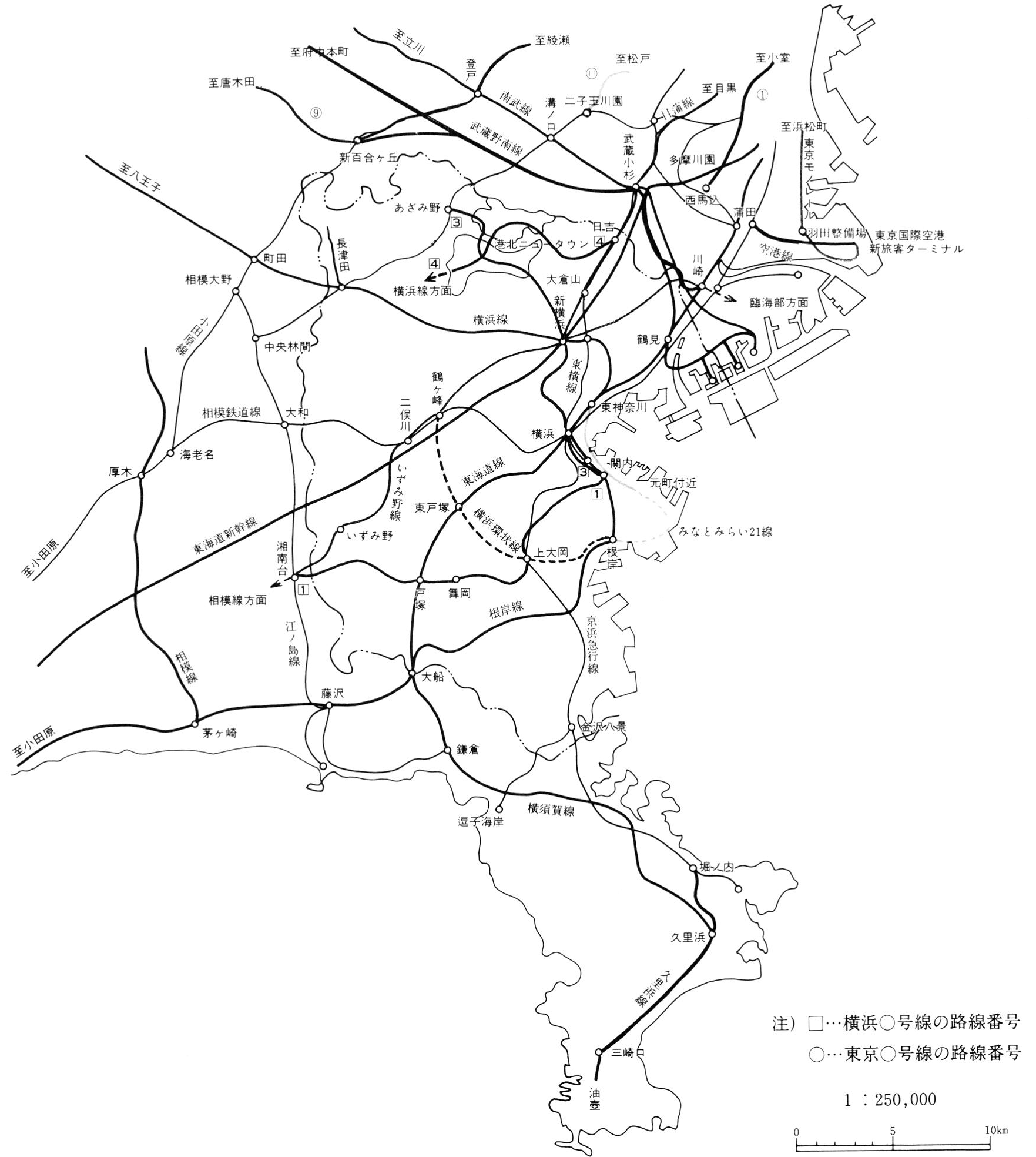
運輸政策審議会答申第7号の付図「東京圏高速鉄道網図（横浜・川崎周辺）」

2000年（平成12年）の運輸政策審議会答申第18号では、2004年に開業し、最終的にJR根岸駅への延伸が計画されている横浜高速鉄道みなとみらい線を取り込み、元町・中華街駅 - JR根岸駅 - 京急本線上大岡駅 - JR東戸塚駅 - 相鉄本線二俣川駅 - JR中山駅 - 東急東横線日吉駅- JR鶴見駅という経路の環状線が提案された。なお2008年には横浜環状鉄道の計画に基づき、仮称 横浜環状鉄道として建設が行われていた横浜市営地下鉄グリーンラインの日吉駅 - 中山駅が開通。これに伴い、2016年（平成28年）の交通政策審議会答申第198号では、横浜市営地下鉄グリーンラインを取り込んだ上で、引き続き横浜環状鉄道の計画が提案されている。

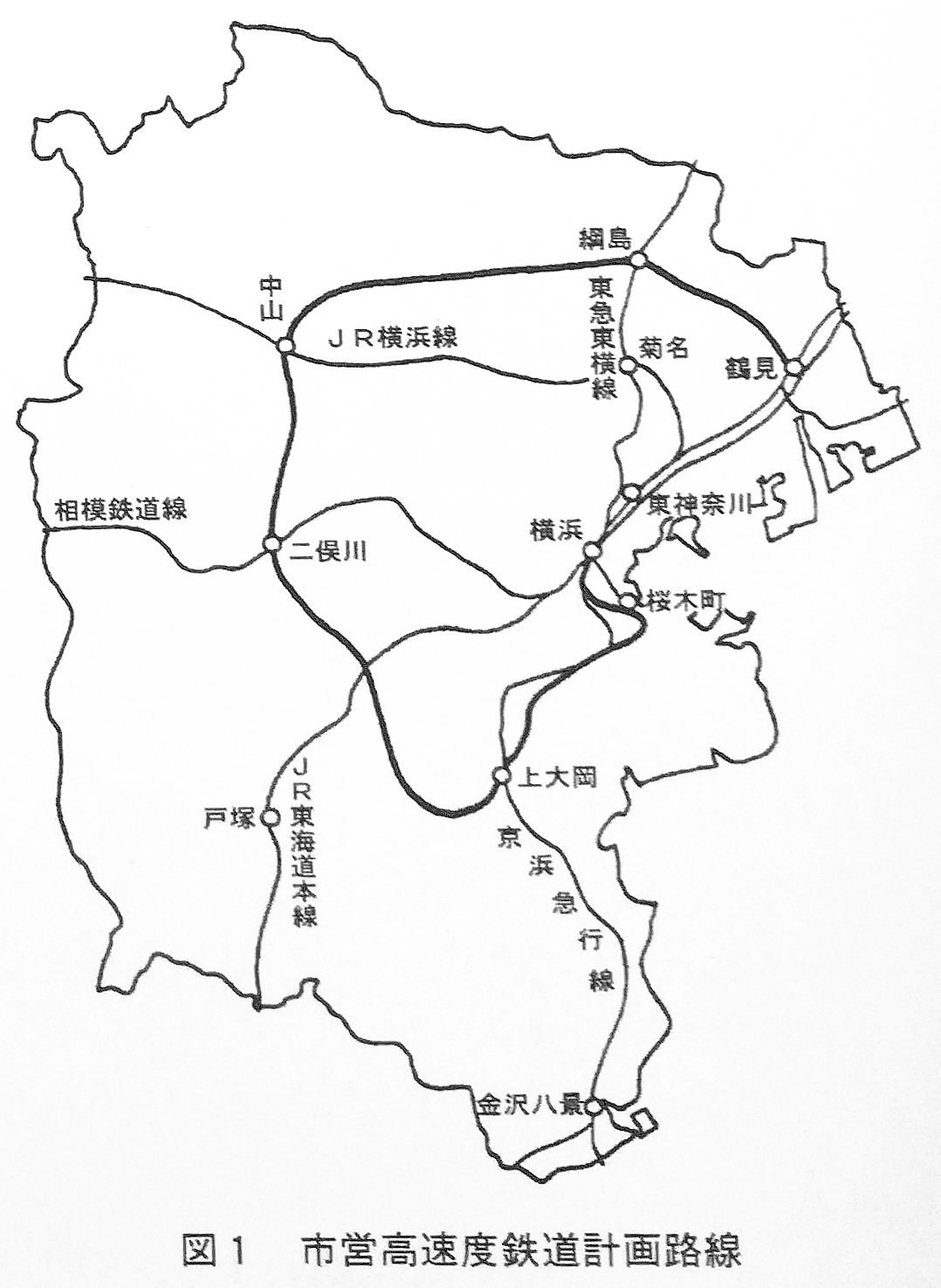
「横浜国際港都建設総合基幹計画」で提案された市営高速鉄道の新線建設計画（1957年）
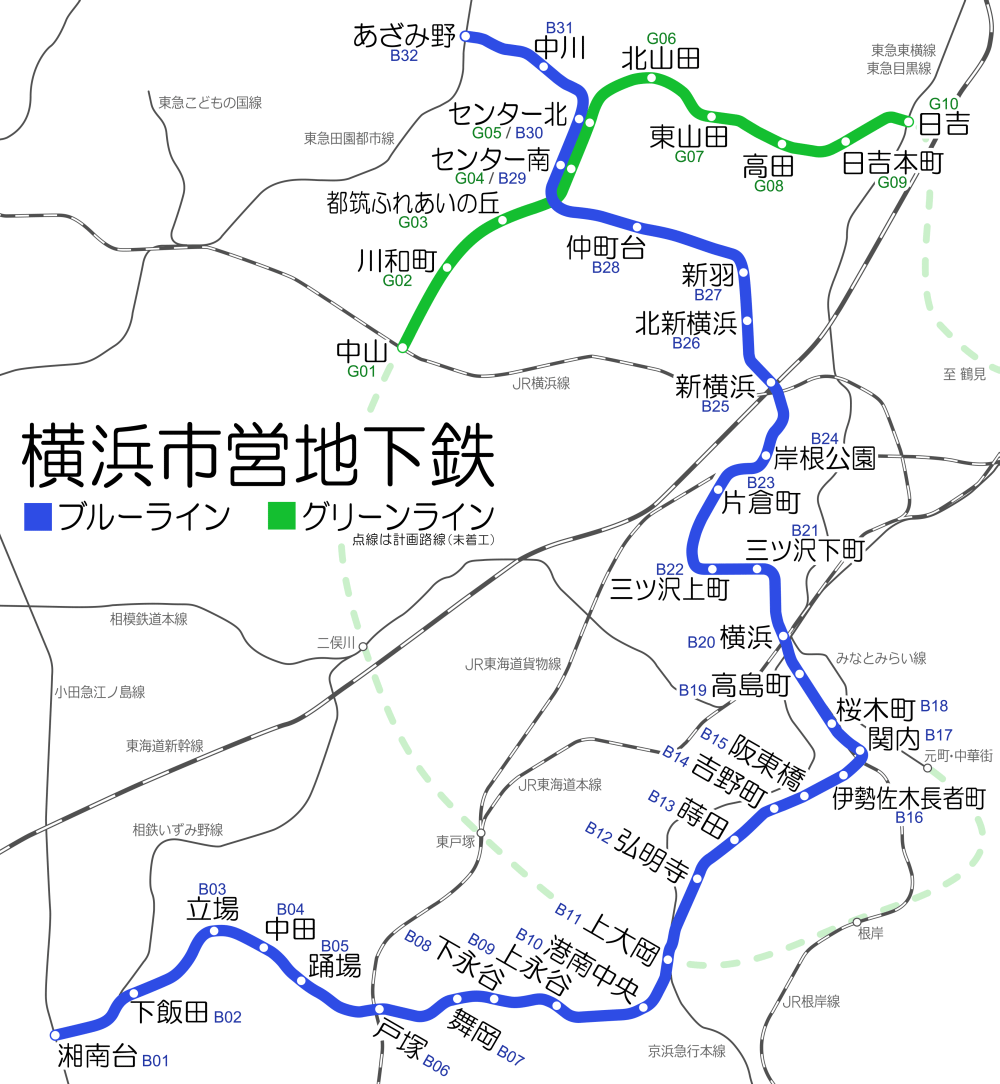
横浜市営地下鉄の路線図（2008年） 点線部とグリーンラインと みなとみらい線が横浜環状鉄道。
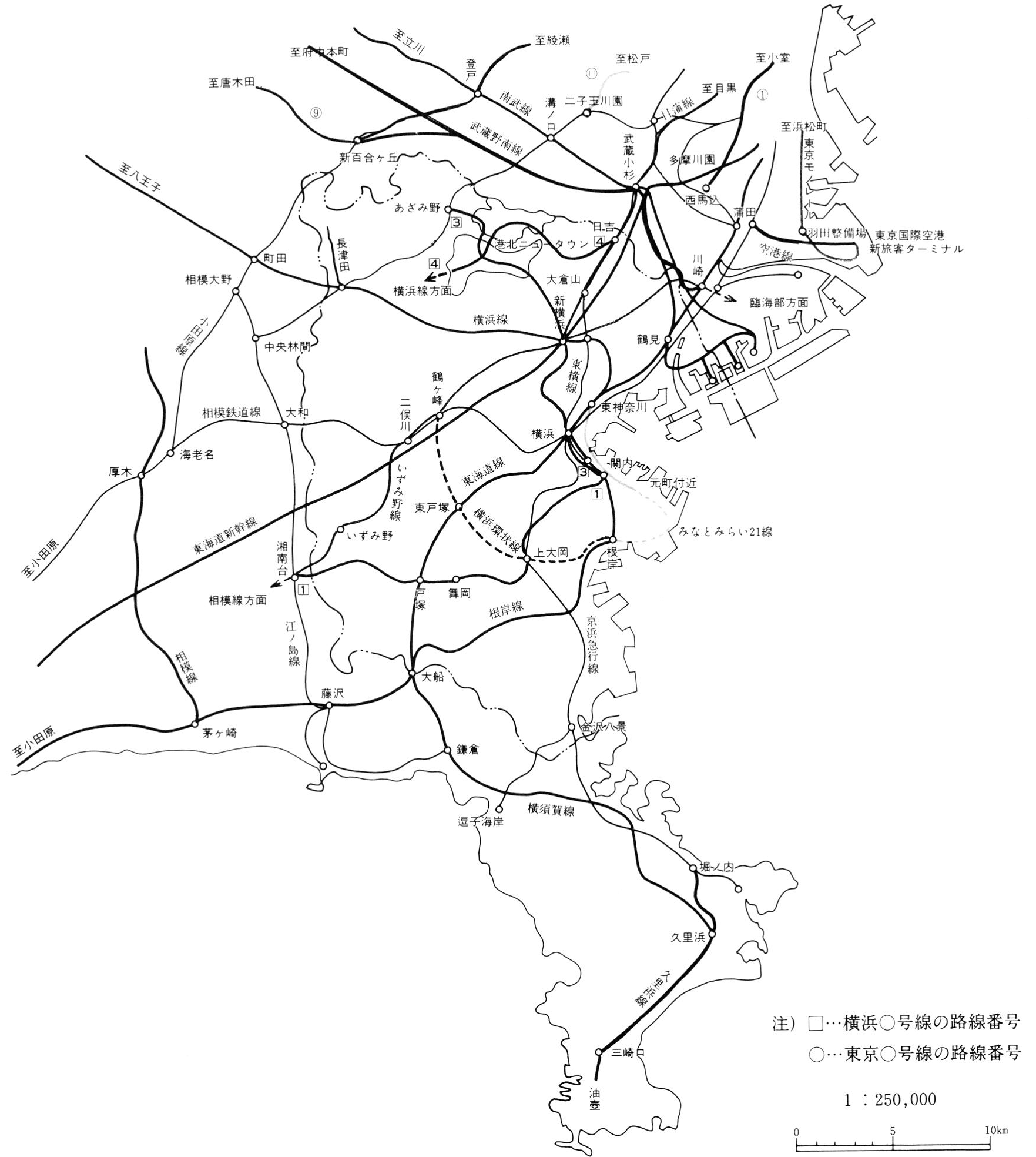
運輸政策審議会答申第7号の答申の付図「東京圏高速鉄道網図（横浜・川崎周辺）」（1985年） 点線部が横浜環状鉄道。
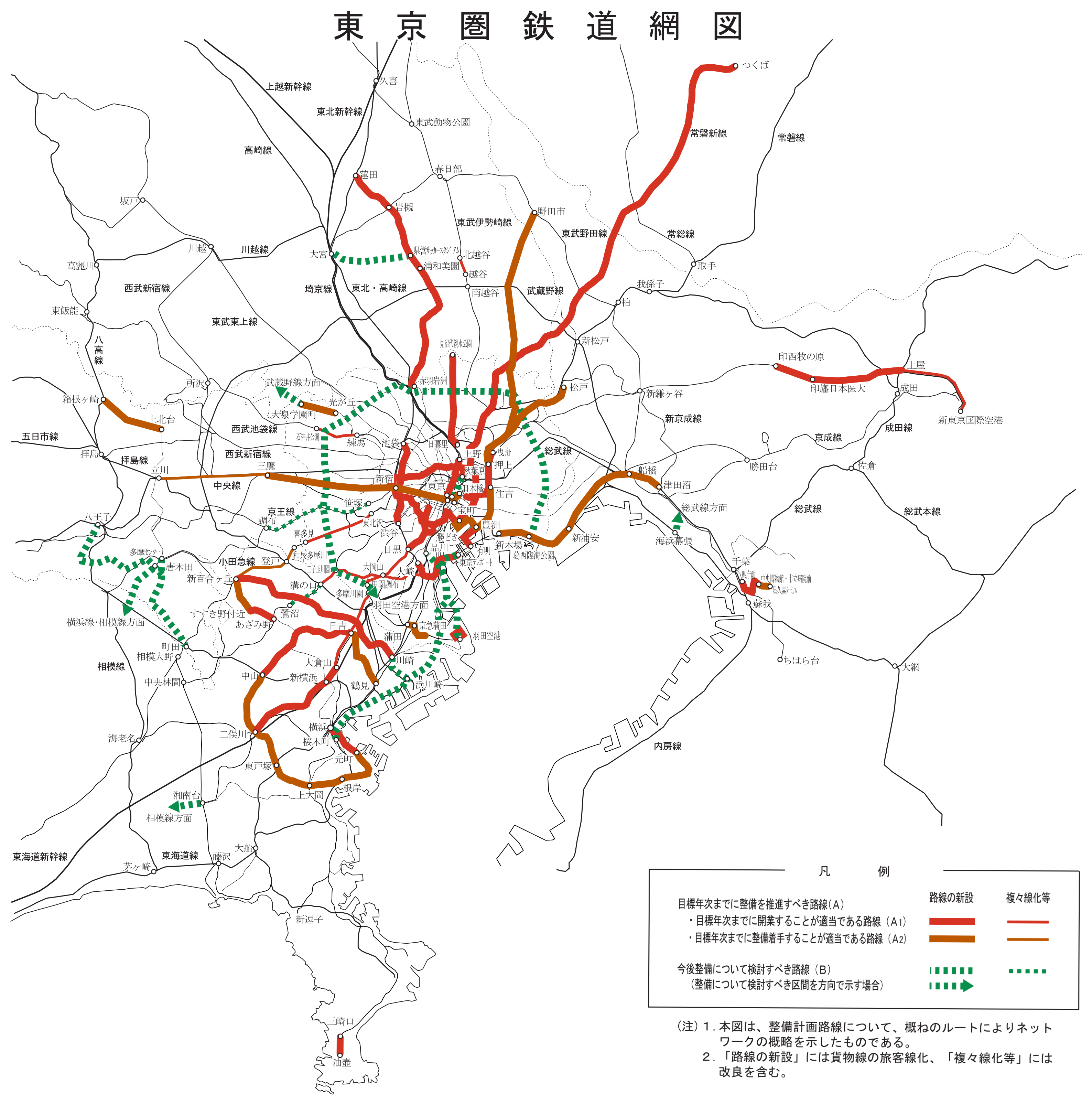
運輸政策審議会答申第18号の答申の付図「東京圏鉄道網図」（2000年）
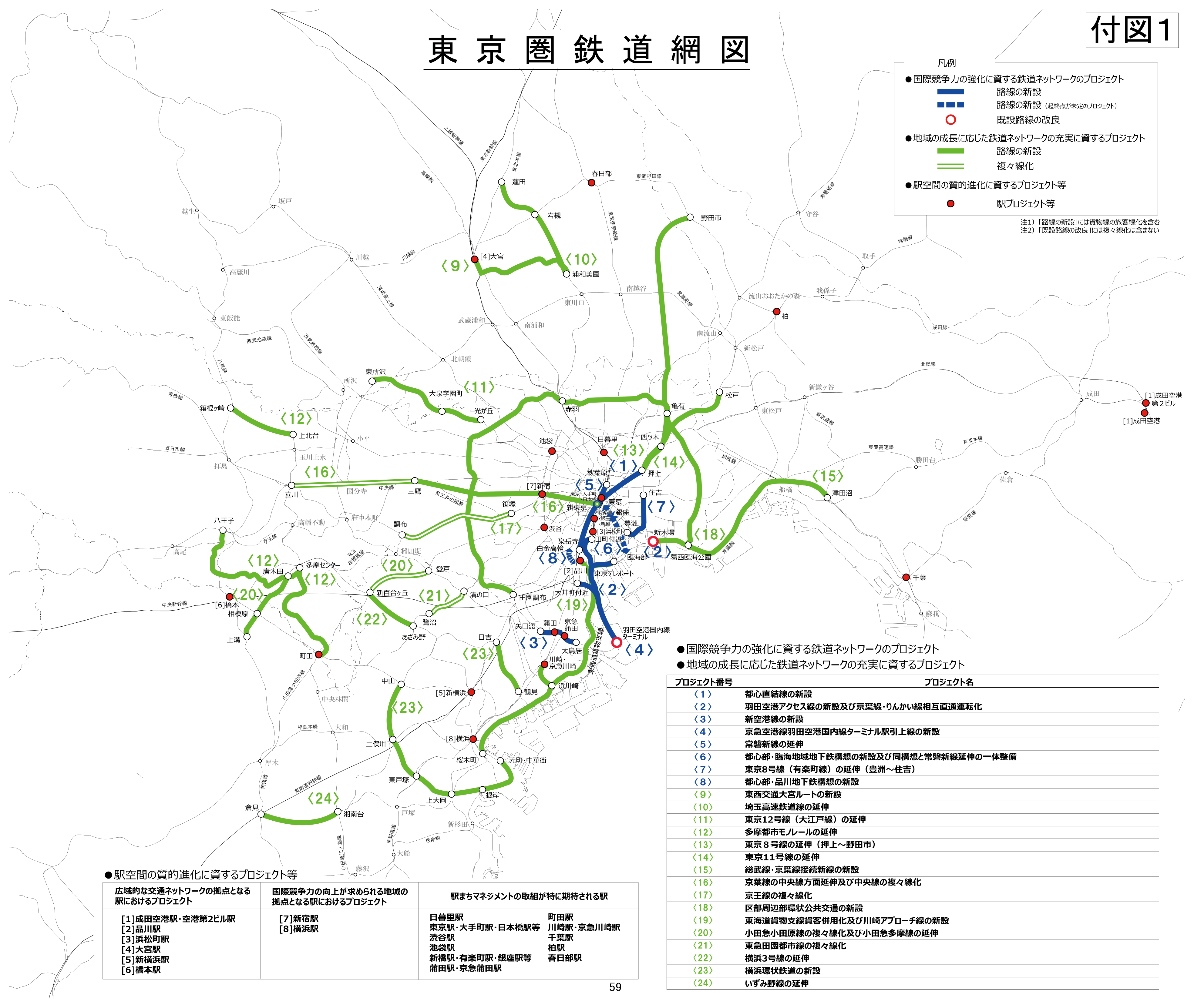
交通政策審議会答申第198号の答申の付図「東京圏鉄道網図」（2018年）　〈23〉が横浜環状鉄道の計画区間。

## 現状
2014年に横浜市都市整備局が取りまとめた「横浜市における鉄道を軸とした交通体系について」では、沿線の人口動態、将来の需要規模、概算事業費について以下のようにの試算されている。
|                       | 人口動態                                                             | 将来の需要規模                                             | 概要事業費       | 備考       |
| --------------------- | -------------------------------------------------------------------- | ---------------------------------------------------------- | ---------------- | ---------- |
| 日吉 - 鶴見間         | 沿線の夜間人口は増加傾向にあり、2030年にかけて増加すると予想される。 | 36〜51千人／日となり、現在の相鉄いずみ野線と同規模と試算。 | 1,100〜1,300億円 | [ 注釈 1 ] |
| 中山 - 二俣川間       | 沿線の夜間人口は、2030年にかけて減少すると予想される。               | 29〜34千人／日となり、現在のJR相模線と同規模と試算。       | 1,400〜1,500億円 | [ 注釈 2 ] |
| 元町・中華街 - 根岸間 | 沿線の夜間人口は、2030年にかけて横ばいで推移すると予想される。       | 17〜19千人／日となり、現在の江ノ島電鉄と同規模と試算。     | 1,300〜1,400億円 | [ 注釈 3 ] |

2016年の「交通政策審議会答申第198号」では、「地域の成長に応じた鉄道ネットワークの充実に資するプロジェクト」として位置づけられ、課題として「事業性に課題があるため、横浜市等において事業性の確保に向けた取組等を進めた上で、事業計画について十分な検討が行われることを期待」との意見が付けられた。
横浜市の鉄道構想路線では、横浜市営地下鉄グリーンラインの延伸よりも優先度が高い横浜市営地下鉄ブルーラインにおける新百合ヶ丘駅（川崎市麻生区）方面への延伸計画について、2019年1月に事業化への方針を固め2030年の開業を目指している。そのため、横浜市営地下鉄グリーンラインの延伸計画の本格調査と事業化が今後行われるとしても、横浜市営地下鉄ブルーライン延伸計画の整備着手（工事着工）の目処が立ってからである。横浜市では横浜市営地下鉄グリーンラインの延伸計画について「長期的に取り組む路線」と位置づけている。

## 完成区間
- 東日本旅客鉄道京浜東北線：鶴見駅 - 横浜駅（既存路線）
- 横浜市営地下鉄グリーンライン：日吉駅 - 中山駅
- 横浜高速鉄道みなとみらい線：元町・中華街駅 - 横浜駅
- 東日本旅客鉄道根岸線：根岸駅 - 横浜駅（既存路線）